# Новодонівка
Новодонівка — колишнє село у складі Хотимлянської сільської ради. Відселене у зв'язку з підняттям вод Печенізького водосховища.
Було положене на лівому березі річки Сіверський Донець, на південний схід від Старого Салтову й на північ від Хотомлі.

## Археологія
Біля Новодонівки були виявлені археологічні пам'ятки ямково-гребінцевої кераміки, багатопружкової кераміки (Новодонівка-1 й Новодонівка-2) й бондарихинської культур.